# NK Rudar Tušnica
NK Rudar Tušnica je bivši bosanskohercegovački nogometni klub iz Livna.

## Povijest
Klub je osnovan nakon 1959. godine. Po osnivanju, igrao je u ligi Livanjskog nogometnog podsaveza (1959. – 1963.). Sredinom 1970-ih igrali su u Općinskoj ligi - Livno.